# プリティー・デッドリー
プリティー・デッドリー（Pretty Deadly）は、ともにイギリス出身の二人、エルトン・プリンスとキット・ウィルソンによるプロレスタッグチームである。

## 来歴

### インペデント・サーキット
ハウリーとストーカーは、2019年2月2日にエンフィールドで開催されたハッスル・レスリング・ライブ、タッグチーム戦で、ジャスティン・ケースとジャスティン・ヴィンシブルを下し、デビュー。その後、ストーカーは、リングネームをサミー・スムース変更。そして、ジェームス・キャッスルとチームを組み、IPW UKタッグ王座を獲得。

### NXT UK
2019年、プリティー・デッドリーは、NXT UKに出演したが、敗北。だが、6か月間の出場停止処分を受けた。ハウリーとストーカーは、マーク・アンドリュースとフラッシュ・モーガン・ウェブスター、オリバー・カーターとアシュトン・スミスとザ・ハントを4ウェイ戦で破り、ナンバーワン・コンテンダーとなった。2021年2月25日、NXT UKタッグチーム王座を賭けて、ガラス（マーク・コフィー & ウルフギャング）と対戦し、勝利しタイトルを獲得。4月1日、アミール・ジョーダンとケニー・ウィリアムズに対してタイトルを保持。6月4日、プリティー・デッドリーは、ジャック・スターズとネイサン・フレイザーに対してもタイトルを保持。7月22日、再び、アンドリュースとフラッシュ・モーガンと対戦し、勝利。8月19日、プリティ・デッドリーは、ムスタッシュ・マウンテン（トレント セブンとタイラー・ベイト)と対戦することを発表。12月9日、ムスタッシュ・マウンテンと対戦したが、敗北し、タイトルを手放す。

### NXT
4月5日、ルイス・ハウリーは、リングネームをエルトン・プリンス、サム・ストーカーは、キット・ウィルソンと改名。そして、インペリウム（マーセル・バーセル & ファビアン・アイクナー）と対戦し、勝利を飾る。翌週、レガド・デル・ファンタズマ、ジョシュ・ブリッグスとブルックス・ジェンセンとのガントレットマッチでクリード・ブラザーズを破る。その後、グレイソン・ウォーラーとサンガと対戦し、空位となっていた、NXTタッグチーム王座を獲得し、NXT UKタッグチーム王座と統一。6月4日のIn Your Houseで、クリード・ブラザーズにタイトルを失った。7月19日、プリティ デッドリーはジョシュ・ブリッグスとブルックス・ジェンセンと対戦したが、NXT UKタッグチーム王座を失う。9月4日のWorlds Collideで、クリード・ブラザーズと対戦し、勝利。また、ガラス、ブルックス ・ジェンセンとジョシュ・ブリッグスと4ウェイタッグチームエリミネーション戦で、NXT、NXT UKタッグチーム王座を統一。NXTデッドラインで、プリティー・デッドリーは、ニュー・デイと対戦したが、タイトルを守ることができなかった。NXTベンジェンス・デイで、NXTタッグチーム王座戦で、ニュー・デイ、ガラス、アンドレ・チェイス・ユニバーシティーと対戦したが、敗北。3月14日、NXTタッグチーム王座戦で、ガラスと対戦するも敗北。4月4日、トニー・ディアンジェロとチャニング "スタックス" ロレンツォと対戦し、勝利。4月11日、ディアンジェロ・ファミリーと舞台裏で、乱闘をする。

## 獲得タイトル
IPW
- IPWタッグ王座 : 2回（w /ジェームス・キャッスル

WWE
- NXTタッグチーム王座 : 2回
- NXT UKタッグチーム王座 : 1回

## 入場曲
- Undercover 現在使用中
- Slingshot